# Narcos
Narcos: Mexico
Narcos est une série télévisée américaine créée par Chris Brancato, Carlo Bernard et Doug Miro, réalisée par José Padilha et mise en ligne le 28 août 2015 sur Netflix.
Se déroulant en Colombie, elle présente la traque de Pablo Escobar et de l'ensemble du cartel de Medellín par la DEA et notamment de deux de ses agents, Javier Peña et Steve Murphy, dans les deux premières saisons. La saison 3 s'intéresse au cartel de Cali et à sa reddition.

## Synopsis

### Saisons 1 et 2
À la fin des années 1970, les États-Unis et la Colombie se lancent dans une lutte acharnée contre le cartel de drogue de Medellín. Steve Murphy, jeune agent de la DEA, fait son possible en compagnie de son coéquipier Javier Peña pour faire tomber Pablo Escobar et ses hommes, malgré l'importante corruption policière qui gangrène la Colombie. Cette lutte se mêle à celle des États-Unis contre le communisme et à de nombreux autres intérêts politiques.

### Saison 3
L'agent Peña a été promu chef de la DEA en Colombie après le « succès » de la traque d'Escobar. En parallèle, le cartel de Cali est devenu le leader sur le marché de la cocaïne. Ayant infiltré les hautes sphères de la société colombienne, le cartel entend rediriger ses affaires vers des activités légales en capitalisant sur son immense fortune amassée grâce au trafic de drogue. Il débute alors des négociations à son avantage auprès du gouvernement colombien pour sa reddition.

## Distribution

### Acteurs principaux
- Wagner Moura : Pablo Escobar[1] (saisons 1-2)
- Boyd Holbrook (VF : Stéphane Pouplard) : Stephen « Steve » Murphy[2], agent de la DEA (saisons 1-2)
- Pedro Pascal (VF : Thierry Wermuth) : Javier Peña[3], agent de la DEA
- Raúl Mendez (VF : Marc Perez) : le président César Gaviria (saisons 1-2)
- Manolo Cardona : Eduardo Sandoval[4]
- Maurice Compte (VF : Alfonso Venegas Flores) : le colonel Horacio Carrillo[5]

Les principaux acteurs.
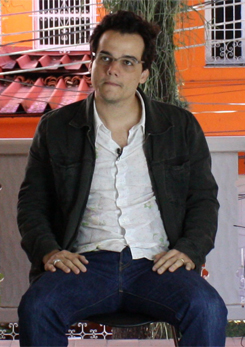
Wagner Moura interprète Pablo Escobar.
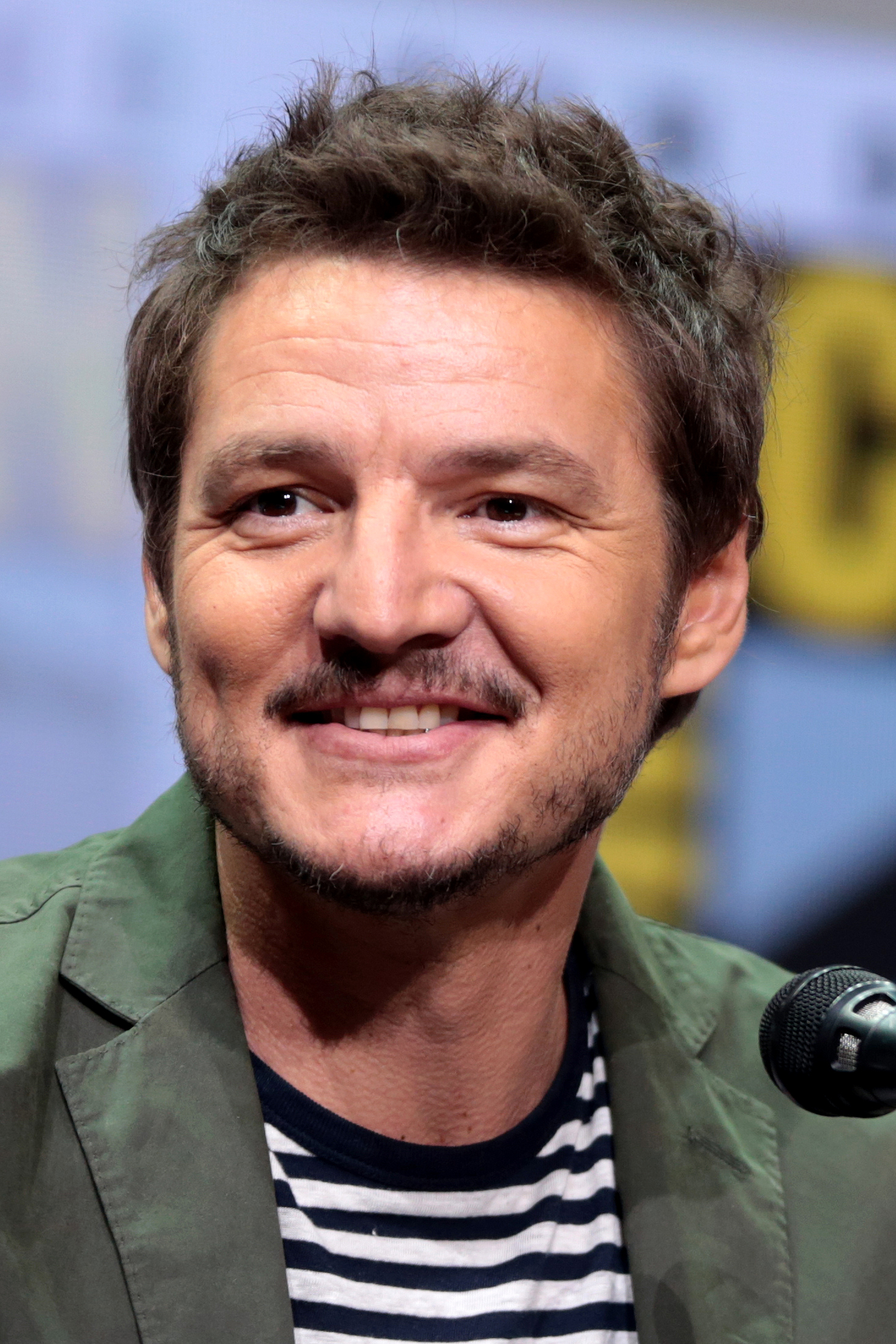
Pedro Pascal interprète Javier Peña.
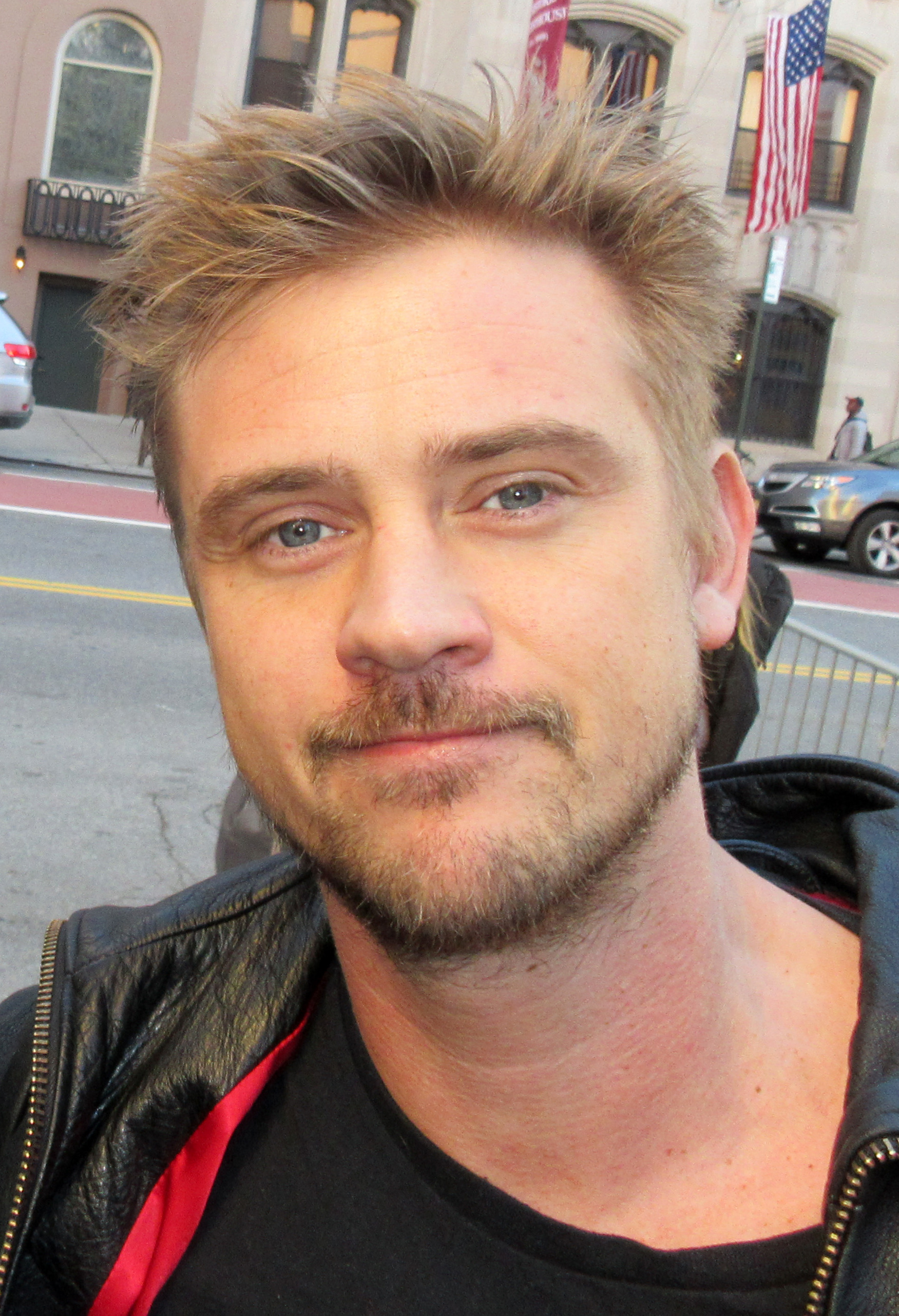
Boyd Holbrook interprète Steve Murphy.
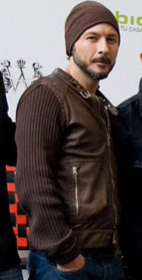
Raúl Mendez interprète César Gaviria.
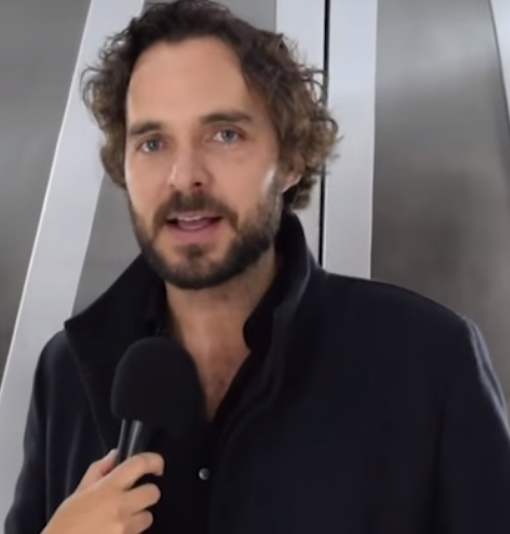
Manolo Cardona interprète Eduardo Sandoval.

### Acteurs récurrents
- Cristina Umaña : Judy Moncada
- Ana de la Reguera (VF : Nayéli Forest) : Elisa Álvarez
- Stephanie Sigman : Valeria Vélez, personnage basé sur Virginia Vallejo[6]
- Joanna Christie (VF : Nathalie Bienaimé) : Connie Murphy[7] (saisons 1-2)
- Roberto Urbina (es) : Fabio Ochoa
- Aldemar Correa (es) : Ivan « El Terrible » Torres, personnage vaguement basé sur Iván Marino Ospina
- Danielle Kennedy (VF : Cathy Cerdà) : l'ambassadeur Noonan
- Julián Beltrán : Alberto Suarez
- Brett Cullen (VF : Patrick Borg) : l'ambassadeur Arthur Crosby
- Alberto Ammann (VF : Stéphane Miquel) : Helmer « Pacho » Herrera
- Paulina Gaitán : Tata Escobar, personnage basé sur Maria Victoria Henao
- Juan Pablo Raba (en) : Gustavo Gaviria, cousin germain d'Escobar
- Jorge A. Jiménez (es) : Roberto « Poison » Ramos , personnage basé sur John Jairo « Pinina » Arias
- Diego Cataño : Juan Diego « la Quica » Díaz, personnage basé sur Dandeny Muñoz Mosquera
- Ariel Sierra : Juan « Gachette » Corrales B (Sure Shot)
- Julián Díaz : Nelson « Blackie » Hernández (El Negro)
- André Mattos : Jorge Luis Ochoa

### Invités
- Patrick Saint-Esprit (VF : Hervé Bellon) : Major Wysession
- Luis Guzmán : José Rodríguez Gacha (El Mexicano)
- Bruno Bichir : Fernando Duque
- Thaddeus Phillips : Owen, agent de la CIA
- Juan Riedinger : Carlos Lehder
- Gabriela de la Garza : Diana Turbay
- Vera Mercado : Ana Gaviria
- Luis Gnecco : la Cucaracha
- Adrián Jiménez : Colonel Herrera, agent de la DAS
- Richard T. Jones : un agent de la CIA
- Jon-Michael Ecker : Le Lion (El León)
- Miguel Ángel Silvestre : Franklin Jurado

| Acteur/Actrice         | Rôle                        | Nombre d'épisodes | Nombre d'épisodes | Nombre d'épisodes | Total |
| Acteur/Actrice         | Rôle                        | S1                | S2                | S3                | Total |
| ---------------------- | --------------------------- | ----------------- | ----------------- | ----------------- | ----- |
| Pedro Pascal           | Javier Peña                 | 10                | 10                | 10                | 30    |
| Wagner Moura           | Pablo Escobar               | 10                | 10                |                   | 20    |
| Boyd Holbrook          | Steve Murphy                | 10                | 10                |                   | 20    |
| Alberto Ammann         | Pacho Herrera               | 4                 | 7                 | 9                 | 20    |
| Paulina Gaitan         | Tata Escobar                | 9                 | 10                |                   | 19    |
| Jorge Monterrosa       | Trujillo                    | 7                 | 10                | 1                 | 18    |
| Damián Alcázar         | Gilberto Rodríguez Orejuela |                   | 7                 | 10                | 17    |
| Francisco Denis        | Miguel Rodriguez Orejuela   |                   | 7                 | 10                | 17    |
| Raul Mendez            | César Gaviria               | 7                 | 10                |                   | 17    |
| Juan Sebastian Calero  | Navegante                   | 4                 | 6                 | 7                 | 17    |
| Paulina García         | Hermilda Gaviria            | 7                 | 8                 |                   | 15    |
| Diego Cataño           | La Quica                    | 7                 | 8                 |                   | 15    |
| Joanna Christie        | Connie Murphy               | 10                | 4                 |                   | 14    |
| Maurice Compte         | Horacio Carrillo            | 9                 | 2                 |                   | 11    |
| Stephanie Sigman       | Valeria Velez               | 6                 | 5                 |                   | 11    |
| Juan Pablo Raba        | Gustavo Gaviria             | 8                 | 2                 |                   | 10    |
| Matias Varela          | Jorge Salcedo               |                   |                   | 10                | 10    |
| Arturo Castro          | David Rodriguez             |                   |                   | 10                | 10    |
| Manolo Cardona         | Edouardo Sandoval           | 6                 | 4                 |                   | 10    |
| Leynar Gomez           | Limon                       |                   | 10                |                   | 10    |
| Andrea Londo           | Maria Salazar               |                   |                   | 10                | 10    |
| Taliana Vargas         | Paola Salcedo               |                   |                   | 10                | 10    |
| Mauricio Cujar         | Don Berna                   |                   | 8                 | 2                 | 10    |
| Pepe Rapazote          | Chepe Santacruz Londono     |                   |                   | 9                 | 9     |
| Michael Stahl-David    | Chris Feistl                |                   |                   | 9                 | 9     |
| Matt Whelan            | Daniel Van Ness             |                   |                   | 9                 | 9     |
| Jorge A. Jimenez       | Poison                      | 8                 | 1                 |                   | 9     |
| Eric Lange             | Bill Stechner               |                   | 5                 | 4                 | 9     |
| Juan Pabo Shuck        | Colonel Martinez            |                   | 6                 | 3                 | 9     |
| Miguel Ángel Silvestre | Franklin Jurado             |                   |                   | 5                 | 5     |

 Source et légende : version française (VF) sur RS Doublage et Carton de doublage

## Production

### Développement

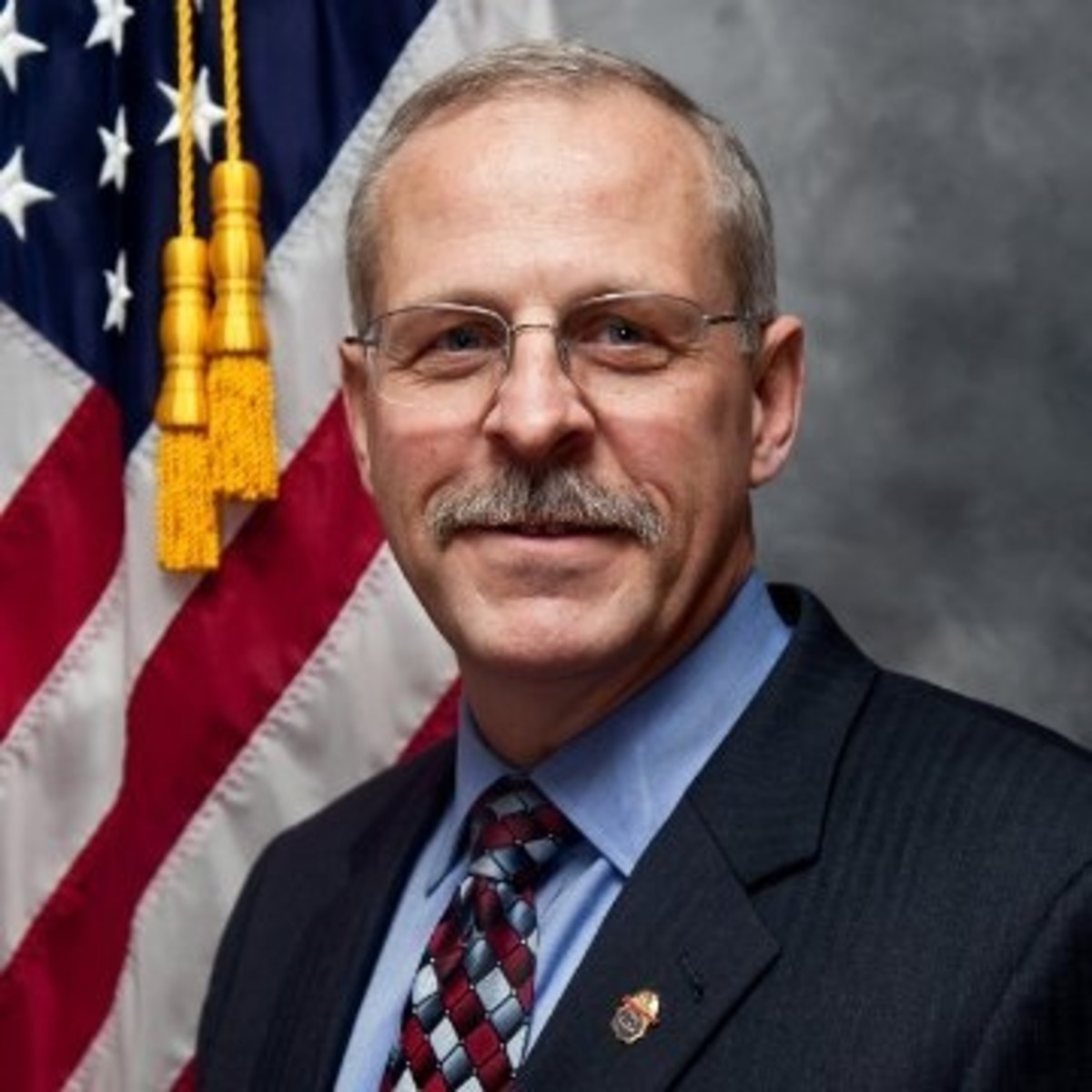
L'agent de la DEA Steve Murphy en 2015.

La série a été annoncée en avril 2014 en tant que partenariat entre Netflix et Gaumont International Television. Elle est écrite par Chris Brancato et produite, entre autres par José Padilha, qui réalise les deux premiers épisodes.
Le Brésilien Wagner Moura s’est installé en Colombie six mois avant le tournage pour s’imprégner de l’ambiance et pour apprendre l’espagnol qu’il ne pratiquait pas du tout. Il a pris 20 kg pour s’approcher du physique de Pablo Escobar,.
Tous les épisodes ont été tournés en Colombie, principalement à Bogota et Medellín,.
Le 6 septembre 2016, la série a été renouvelée par Netflix pour les saisons 3 et 4.

### Réalité historique
Narcos est inspirée de faits réels qui ont trait à la lutte de la DEA et des autorités colombiennes contre Pablo Escobar.
Les agents de la DEA Steve Murphy et Javier Peña ont réellement existé,. Boyd Holbrook et Pedro Pascal qui les interprètent à l’écran ont passé une journée avec eux au centre de formation de la DEA. Ils ont conseillé les scénaristes sur la chronologie des faits et nombre de détails. Pour Javier Peña il s'agissait de leur décrire « le mensonge, la corruption, le sexe, l'amour...» qui ont fait la trame de la vie de Pablo Escobar et de sa traque,.
José Padilha a intégré des images d’archives dans la réalisation pour se rapprocher au maximum des faits connus. Ainsi dans l’épisode 4 on peut voir Luis Carlos Galán en campagne pour l'élection présidentielle et favorable à l’extradition des narcotrafiquants vers les États-Unis, le survol des innombrables maisons et propriétés de Pablo Escobar, une photo d'Escobar chargeant de la drogue sur un tarmac du Nicaragua à destination des États-Unis, l’assaut contre les laboratoires clandestins par les forces armées colombiennes en pleine jungle et la prise du palais de justice de Bogota par les guérilleros du M-19 qui auraient été téléguidés par Pablo Escobar dans le cadre de sa lutte contre les extraditions.

### Langues
Malgré l’aversion du public nord-américain pour les sous-titres, Netflix a fait le choix de faire parler en espagnol les Colombiens qui échangent entre eux. Par là même, Netflix cherche à conquérir de nouveaux marchés, que ce soit à l'intérieur (62,1 millions d’hispaniques vivent aux États-Unis en 2020) ou à l’international avec un marché latino-américain en pleine croissance.
Le public colombien s’est amusé et agacé de l’accent des acteurs de la série. En effet Wagner Moura est brésilien, tandis que son épouse à l’écran, Paulina Gaitán, est mexicaine. Son partenaire de crime, Luis Guzmán, est portoricain et l’un de ses rivaux est joué par André Mattos, un Brésilien.

### Suite de la série après Pablo Escobar
Le réalisateur et producteur de la série, le Brésilien José Padilha, a déclaré que Narcos n'est « pas une série sur Pablo Escobar, mais sur le trafic de cocaïne en général. Quand la cocaïne est passée d'une petite production au Chili à un commerce en Colombie, qu'elle a franchi les frontières et est devenue un problème pour les États-Unis, il se trouve qu'Escobar a eu un rôle prépondérant. Il est au cœur de la saison 1, mais nous voulons prendre ensuite du recul, quitter le cartel de Medellín pour parler de celui de Cali, puis des FARC, du Mexique – le cœur du trafic aujourd'hui ».
Les saisons suivantes portent sur l'évolution chronologique du trafic de cocaïne en s’intéressant à d'autres organisations en Colombie, puis au Mexique.

### Difficultés de tournage
En septembre 2017, un assistant de production, Carlos Muñoz Portal, qui effectuait des repérages au Mexique pour la quatrième saison de la série, est retrouvé mort dans son véhicule. Son corps porte la trace de plusieurs impacts de balle, dans une zone rurale de l'État de Mexico. Cependant, rien n'indique qu'il s'agit d'un meurtre lié à la série.

## Épisodes
| Saison | Saison | Épisodes | Date de sortie     |
| ------ | ------ | -------- | ------------------ |
|        | 1      | 10       | 28 août 2015       |
|        | 2      | 10       | 2 septembre 2016   |
|        | 3      | 10       | 1er septembre 2017 |

### Première saison (2015)
1. Tomber (Descenso)
2. L'Épée de Simón Bolívar (The Sword of Simón Bolívar)
3. L'Éternelle Clique (The Men of Always)
4. Le Palais en Feu (The Palace in Flames)
5. Il y aura un avenir (There Will Be a Future)
6. Explosifs (Explosivos)
7. Le Sang Coulera Toujours (You Will Cry Tears of Blood)
8. L'Effroyable Imposture (La Gran Mentira)
9. La Cathédrale (La Catedral)
10. Décollage (Despegue)

### Deuxième saison (2016)
La série a été renouvelée, le 3 septembre 2015, pour une seconde saison. Celle-ci est disponible depuis le 2 septembre 2016.
1. Enfin Libre (Free at Last)
2. Cambalache (Cambalache)
3. L'Homme de Madrid (Our Man in Madrid)
4. Le Bon, la Brute et le Cadavre (The Good, the Bad and the Dead)
5. Les Ennemis de mon ennemi (The Enemies of my Enemy)
6. Los Pepes (Los Pepes)
7. Allemagne, 1993 (Deutschland 93)
8. L'Évasion d'El Patrón (Exit El Patrón)
9. Nuestra Finca (Nuestra Finca)
10. ¡Al Fin Cayó! (¡Al Fin Cayó!)

### Troisième saison (2017)
En septembre 2016, la série est renouvelée pour une troisième saison.
1. La Stratégie du Parrain (The Kingpin Strategy)
2. Le KGB de Cali (The Cali KGB)
3. Suivez l'Argent (Follow the Money)
4. Échec et Mat (Checkmate)
5. MRO (MRO)
6. Les Meilleurs Plans (Best Laid Plans)
7. Sin Salida (Sin Salida)
8. Convivir (Convivir)
9. Todos Los Hombres del Presidente (Todos Los Hombres del Presidente)
10. Retour à Cali (Going Back to Cali)

## Accueil

### Critiques
Aux États-Unis les agrégateurs de critiques professionnels affichent des scores de 77⁄100 de critiques positives sur Metacritic (avec 19 avis) et 79 % pour Rotten Tomatoes (avec 45 avis).
En France, pour Télérama, « on ne s'ennuie pas une seconde, on tremble, on rit parfois, le divertissement est réussi » mais à « trop vouloir en dire et en faire, Narcos commet une erreur de poids : elle ne prend pas assez son temps… Narcos se regarde néanmoins avec plaisir. » Pour Le Figaro, Narcos est « une fresque très ambitieuse qui va bien au-delà du traditionnel biopic. » Le quotidien apprécie la « reconstitution hyperréaliste », « la plongée dans les tourments de l'Amérique latine » et la mise en perspective avec la guerre contre la drogue aux États-Unis.

### Différences avec la réalité historique
Avant chaque épisode, est affiché le message suivant : 
« Cette série télévisée est inspirée de faits réels. Des personnages, noms, entreprises, incidents et certains lieux sont fictifs dans un but de dramatisation. »
Ainsi, la participation du cartel de Medellín à la prise du palais de justice de Bogota en 1985, est très peu vraisemblable. Tous les membres du commando qui y ont participé appartenaient au M-19, un groupe de guérilla communiste contre lequel les narcotrafiquants menaient une guerre sanglante. Escobar n'a cependant pas de responsabilité dans la mort du guérillero Iván Marino Ospina (qu'il n'a probablement jamais rencontré), tué dans une opération militaire à Cali. Le cartel n'a jamais détenu non plus l’épée de Simón Bolívar, remise par le groupe M-19 au gouvernement lors de sa démobilisation. 
On peut aussi souligner qu'à l'épisode 3 de la saison 1, on évoque la mort de l'agent de la DEA Enrique "Kiki" Camarena Salazar (qui a eu lieu en 1985) avant la mort du ministre de la justice colombien Rodrigo Lara Bonilla (en 1984) se déroulant dans le même épisode. 
Le fils de Pablo Escobar, Sebastián Marroquín, recense également plusieurs dizaines d'erreurs concernant la personnalité de son père, ses habitudes et ses crimes,.

## Distinctions

### Récompenses
- Guild of Music Supervisors Awards :
  - Meilleure surveillance musicale dans un drame télévisé pour Liza Richardson
- Golden Trailer Awards :
  - Meilleure bande-annonce / bande-annonce pour une série télévisée / une mini-série
  - Meilleure action (spot  / bande-annonce / teaser d'une série)

### Nominations
- 73e cérémonie des Golden Globes :
  - Meilleure série télévisée dramatique
  - Meilleur acteur dans une série télévisée dramatique pour Wagner Moura
- 20e cérémonie des Satellite Awards :
  - Meilleure série dramatique
- 68e cérémonie des Writers Guild of America Awards :
  - Meilleur scénario pour un épisode dramatique Explosifs (Explosivos)
- Hollywood Music in Media Awards :
  - Meilleure Partition originale - Série télé / Série numérique pour Pedro Bromfman
  - Meilleur titre principal - Série télévisée / Série en streaming numérique pour Kyle Dixon et Michael Stein
- 63e cérémonie des British Academy Television Awards :
  - Meilleure série internationale
- 32e cérémonie des Imagen Awards :
  - Meilleur acteur pour Wagner Moura
  - Meilleur acteur pour Pedro Pascal
- 68e cérémonie des Primetime Creative Arts Emmy Awards :
  - Meilleur générique
  - Remarquable Original Main Title Thème Musique pour Rodrigo Amarante
  - Meilleur montage exceptionnel d'une seule caméra pour une série dramatique pour Leo Trombetta
- 32e cérémonie des Casting Society of America Awards :
  - Réussite exceptionnelle dans le casting d'un pilote de télévision - Drame
- 43e cérémonie des People's Choice Awards :
  - Meilleure série de prime dramatique du câble préférée
- 64e cérémonie des Motion Picture Sound Editors Awards :
  - Forme abrégée TV - FX / Foley

### Adaptations
La série Narcos a été adaptée en jeu vidéo. Curve Digital a mandaté les sociétés Gaumont et Kuju Entertainement pour réaliser un jeu sur consoles et PC. Intitulé Narcos: Rise of the Cartels, le jeu est sorti le 19 novembre 2019 sur PC et PlayStation 4, le 21 novembre sur Nintendo Switch et le 22 novembre sur Xbox One.